# Hill Spring
Hill Spring es un pueblo canadiense situado en la provincia de Alberta.

## Superficie
Hill Spring tiene una superficie de 0,96 km².

## Demografía
En 2021, tenía 168 habitantes, una densidad poblacional de 174,8 hab./km², y 92 viviendas.